# ホイ・シウホン
ホイ・シウホン（許紹雄、Hui Shiu Hung、1948年11月4日 - ）は、香港の俳優。

## 人物
香港生まれ。先祖に、清末期に閩浙総督を務めた許応騤がおり、許応騤の孫には魯迅の妻となった許広平がいる。
少年時代は九龍城で過ごし、1971年に香港のテレビ局TVBの演劇学校の第一期生として入り、卒業後の1972年からTVB所属俳優となったが、3年後に麗的電視（のちのATV）に移り、さらに4年後にTVBに戻ってからは、ずっとTVB所属の俳優として、同局制作のテレビドラマやバラエティ番組に数多く出演している。
1973年からは映画にも出演しており、1974年の映画『Mr.Boo!ギャンブル大将』では、マイケル・ホイ（許冠文）の昔なじみのチンピラ役を演じた他、1990年代以降は、数多くの映画で重要な脇役として出演している。
麗的電視に所属していた頃、テレビ局に来る時にベンツの車に乗ってきた事から、『ベンツ雄』（『ベンツ哥』（ベンツアニキ）とも）という渾名が付けられ、バラエティ番組への出演時には、その様に呼ばれる場合が多い。

## 主な出演作品

### テレビ
- 歧途 ※デビュー作。共演者にリッキー・ホイ（許冠英）がいる。
- 射鵰英雄伝
- 鹿鼎記
- 賭場風雲
- 桌球天王
- My盛Lady
- 使徒行者

### 映画
- Mr.Boo!ギャンブル大将
- 暗戦 デッドエンド
- ブレイキング・ニュース
- ゴッド・ギャンブラー レジェンド
- インフェルノ 大火災脱出
- ダブル･サスペクト 疑惑の潜入捜査官